# Badminton-Afrikameisterschaft 2013
Die Badminton-Afrikameisterschaft 2013 war die 19. Auflage der Titelkämpfe im Badminton auf dem afrikanischen Kontinent. Sie fand vom 14. bis zum 20. August 2013 in Beau Bassin-Rose Hill statt.

## Austragungsort
- Stadium Badminton Rose Hill, National Badminton Centre, Duncan Taylor Street

## Medaillengewinner
| Disziplin    | Gold | Silber | Bronze |
| ------------ | --- | --- | --- |
| Herreneinzel | Jacob Maliekal | Prakash Vijayanath | A. Adamu |
| Herreneinzel | Jacob Maliekal | Prakash Vijayanath | Jinkan Ifraimu                                                                                                   |
| Dameneinzel  | Grace Gabriel | Kate Foo Kune | Michelle Butler-Emmett                                                                                           |
| Dameneinzel  | Grace Gabriel | Kate Foo Kune | Hadia Hosny |
| Herrendoppel | Andries Malan Willem Viljoen | Joseph Abah Eneojo Victor Makanju | Mohamed Abderrahime Belarbi Adel Hamek                                                                           |
| Herrendoppel | Andries Malan Willem Viljoen | Joseph Abah Eneojo Victor Makanju | Aatish Lubah Georges Paul                                                                                        |
| Damendoppel  | Juliette Ah-Wan Alisen Camille | Shama Aboobakar Yeldi Louison | Elme de Villiers Sandra Le Grange                                                                                |
| Damendoppel  | Juliette Ah-Wan Alisen Camille | Shama Aboobakar Yeldi Louison | Michelle Butler-Emmett Jennifer Fry                                                                              |
| Mixed        | Willem Viljoen Michelle Butler-Emmett | Andries Malan Jennifer Fry | Sahir Edoo Yeldi Louison                                                                                         |
| Mixed        | Willem Viljoen Michelle Butler-Emmett | Andries Malan Jennifer Fry | Deeneshsing Baboolall Shama Aboobakar                                                                            |
| Team         | Südafrika Edwards Ian Andries Malan Jacob Maliekal James Hilton McManus Prakash Vijayanath Willem Viljoen Elme de Villiers Michelle Butler-Emmett Jennifer Fry Sandra Le Grange | Nigeria A. Adamu Joseph Abah Eneojo Jinkan Ifraimu Ola Fagbemi Victor Makanju Kayode Olatunji Dorcas Ajoke Adesokan Tosin Damilola Atolagbe Fatima Azeez Grace Gabriel | Mauritius Deeneshsing Baboolall Georges Paul Aatish Lubah Sahir Edoo Shama Aboobakar Kate Foo Kune Yeldi Louison |
| Team         | Südafrika Edwards Ian Andries Malan Jacob Maliekal James Hilton McManus Prakash Vijayanath Willem Viljoen Elme de Villiers Michelle Butler-Emmett Jennifer Fry Sandra Le Grange | Nigeria A. Adamu Joseph Abah Eneojo Jinkan Ifraimu Ola Fagbemi Victor Makanju Kayode Olatunji Dorcas Ajoke Adesokan Tosin Damilola Atolagbe Fatima Azeez Grace Gabriel | Seychellen Georgie Cupidon Kervin Ghislain Steve Malcouzane Juliette Ah-Wan Alisen Camille Cynthia Course        |

## Medaillenspiegel
| Rang   | Land       | Gold | Silber | Bronze | Gesamt |
| ------ | ---------- | ---- | ------ | ------ | ------ |
| 1      | Südafrika  | 4    | 2      | 3      | 9      |
| 2      | Nigeria    | 1    | 2      | 2      | 5      |
| 3      | Seychellen | 1    | 0      | 1      | 2      |
| 4      | Mauritius  | 0    | 2      | 4      | 6      |
| 5      | Algerien   | 0    | 0      | 1      | 1      |
| 5      | Ägypten    | 0    | 0      | 1      | 1      |
| Gesamt | Gesamt     | 6    | 6      | 12     | 24     |